# Consuàlia

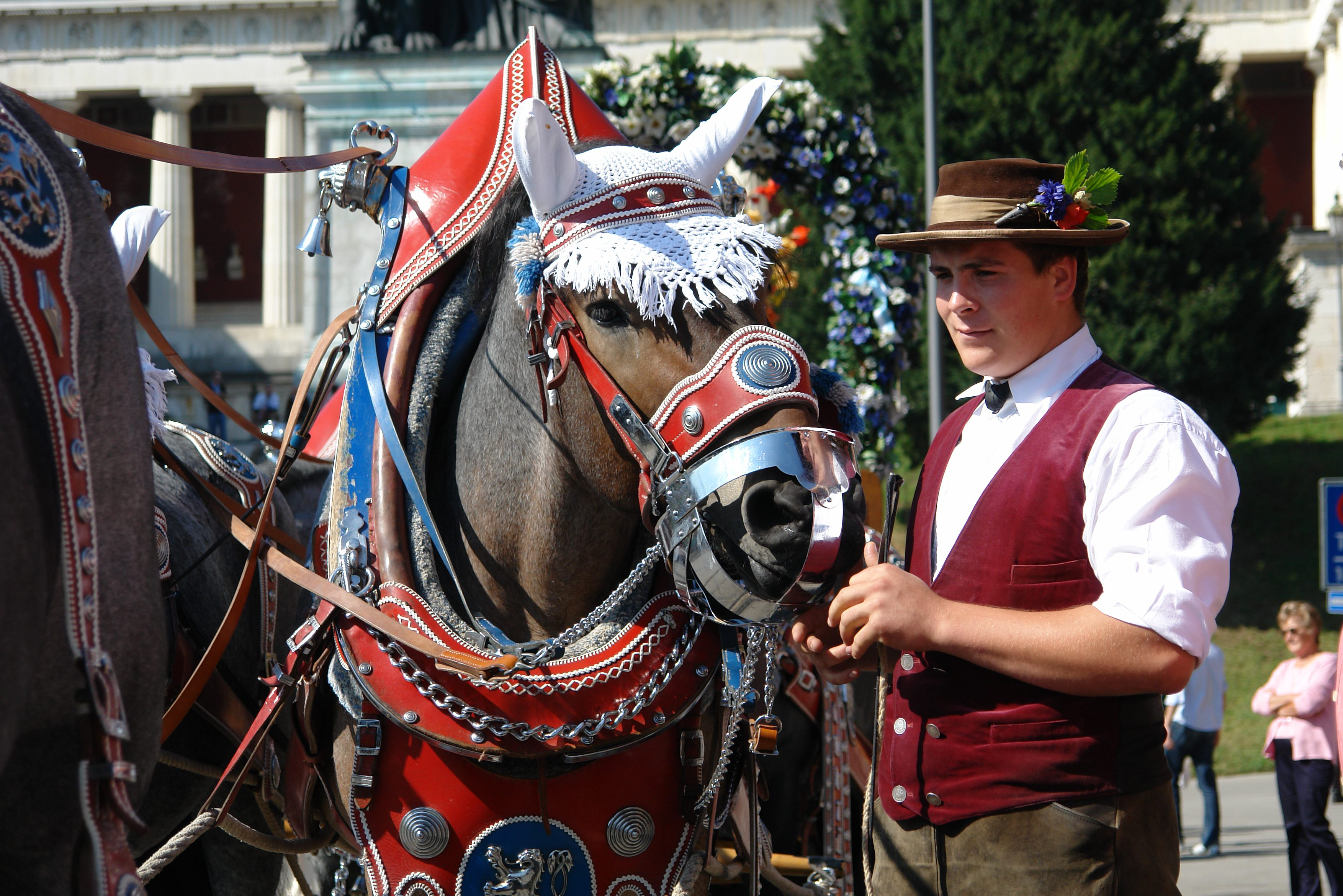
Durant la Consualia es guarnien els rucs, ases i cavalls, una tradició comuna en altres cultures com ara l'Oktoberfest

La Consuàlia (en llatí Consuales Ludi o Consualia) fou una festivitat de l'antiga Roma celebrada segons Sext Pompeu Fest i Ovidi en honor del déu Consus, el déu de les deliberacions secretes, però segons Titus Livi dedicada al Neptuni Eqüestre. Plutarc, Dionís d'Halicarnàs i el pseudo Asconi diuen que Neptuni Eqüestre era només un nom alternatiu de Consus.

## Origen
Aquesta festa va ser creada pel rei Ròmul amb l'objectiu d'aplegar (com així ho indica la paraula llatina de la qual deriva: consilium) els pobles veïns amb motiu del final dels treballs relacionats amb la collita. D'aquí deriva també el nom del déu Consus.
Precisament en una de les primeres Consuàlies va passar l'episodi del rapte de les sabines, un esdeveniment que es commemorava anualment recordant quan, en temps de Ròmul, per incrementar la població, el rei va autoritzar als romans a apoderar-se de dones sabines per fer-les les seves mullers però sempre dins el mateix estatus social; la guerra amb els sabins fou evitada quan les dones segrestades van acceptar als seus marits romans que les havien tractat correctament.

## Rituals
El festival es feia el 21 d'agost. En aquest dia els animals per fer feines agrícoles (mules, cavalls i ases) no podien treballar i desfilaven adornats amb garlandes de flors. Al circ es feien carreres de cavalls i curses de quadrigues, aquestes competicions eren anomenades ludi consuales o jocs consuals. La festa es feia cada any i s'iniciava descobrint l'altar dedicat a la deïtat que estava enterrat entre el Palatí i l'Aventí. En acabar la festa es tornava a colgar de terra. Tertulià diu que la cerimònia d'apertura i colgament del santuari era fet pel flamen Quirinalis amb la col·laboració de les verges vestals.
Altres sacrificis a Consus es feien el 7 de juliol i el 15 de desembre, però no es coneixen els detalls d'aquestes altres Consuàlies.
Quan es va construir el gran circ romà, foren substituïts pels jocs circenses.